# Dios (filòsof)
Dios (Dius, Δῖος) fou un filòsof pitagòric grec, del que no es coneixen dades sobre la seva vida, però que va escriure un llibre titulat περὶ καλλονῆς, del qual uns fragments han estat preservats per Estobeu.